# Вулиця Паоло Яшвілі
Вулиця Паоло Яшвілі (груз. პაოლო იაშვილის ქუჩა) — вулиця в Тбілісі в районі Сололакі, проходить від вулиці Ладо Асатіані до вулиці Петра Чайковського, за якою переходить в вулицю Вукола Берідзе.
Джансуг Чарквіані вулиці присвятив вірш.

## Історія
Створена вулиця в першій половині XIX століття. У 1835-1850 роках вулиця інтенсивно забудовувалась переважно 2-3-поверховими житловими будинками, що й досі збереглися.
Колишня назва — Ртищевська, що була названа на честь російського генерала М. Ф. Ртищева, головнокомандувача російськими імператорськими військами в Грузії з 1812 по 1816 роки. Вулиця також включена на плані Тбілісі 1867 року з цією назвою.
У радянський час вулиця носила ім'я Йосипа Джугашвілі (з 1922 року), з 1934 — одного з 26-ти бакинських комісарів Альоши Джапарідзе.
Сучасну назву вулиця отримала з 1990 року на честь відомого грузинського радянського поета Паоло Яшвілі (1895—1937).

## Пам'ятки

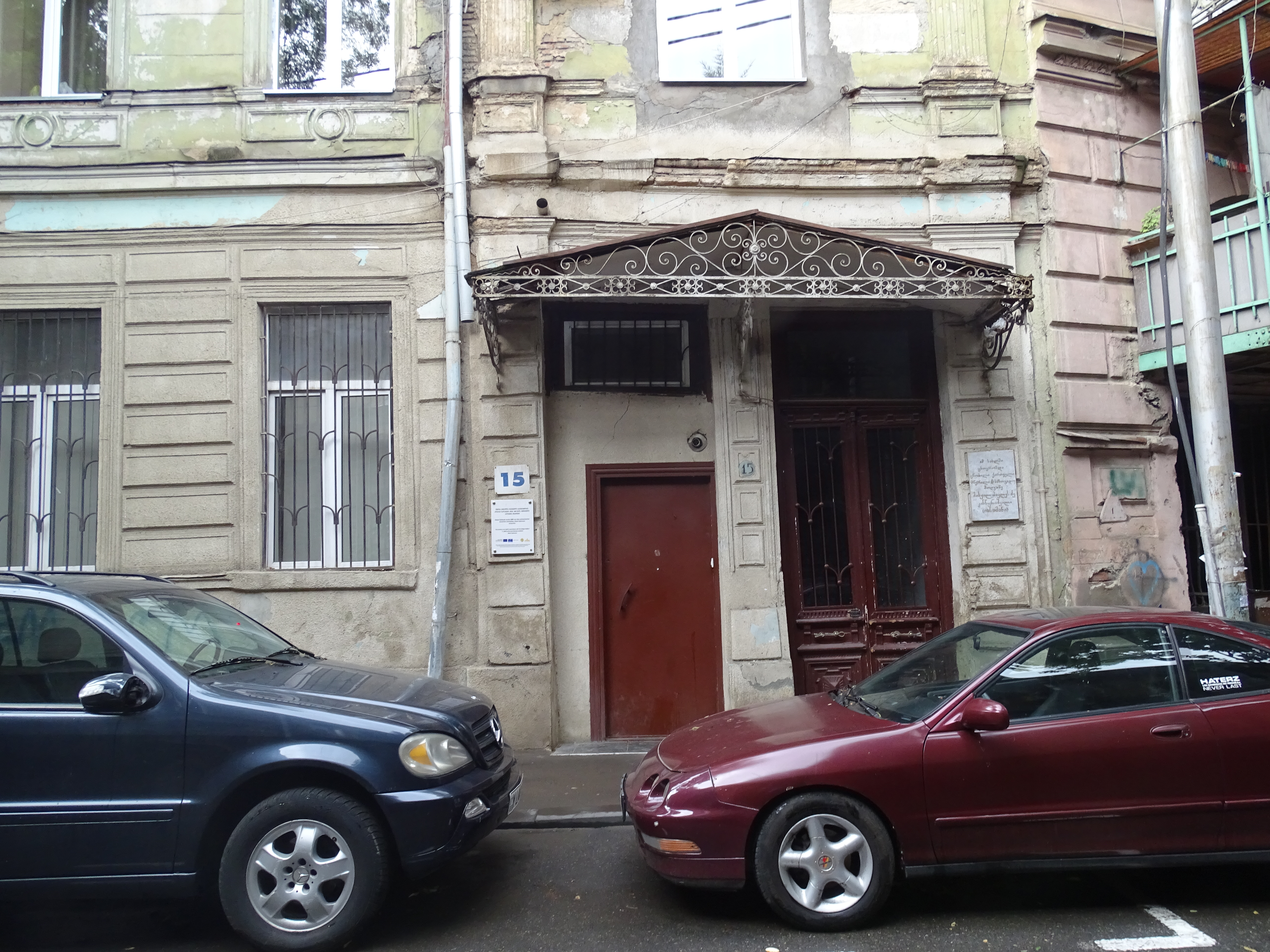
Буд. 15

Буд. 15 — Будинок Георгія Каракозова (1889, архітектор Альберт Зальцман).

## Відомі жителі
Буд. 15 — М. П. Кінцурашвілі (псевд. Ясамані,1885-1955, меморіальна дошка).
Буд. 23/12 — Звіад Гамсахурдія
Джансуг Чарквіані
Паоло Яшвілі